# UKS Milenium Gliwice
UKS Milenium Gliwice – polski klub piłki nożnej plażowej, założony w 2001 w Gliwicach. Sekcja beach soccera została zarejestrowana w 2007. Od 2012 występuje w I lidze południowej. W tabeli wszech czasów I ligi drużyna znajduje się na 5. miejscu.

## Milenium Beach Soccer Cup
Klub od założenia organizuje towarzyski turniej Milenium Beach Soccer Cup, w którym udział biorą polskie drużyny piłkarskie.
| Rok  |                               |                        |                               |
| ---- | ----------------------------- | ---------------------- | ----------------------------- |
| 2009 | ETA Zagłębie Dąbrowa Górnicza | Jesiony Tychy          | Tonio Team Sosnowiec          |
| 2010 | Tonio Team Sosnowiec          | Hemako Sztutowo        | ETA Zagłębie Dąbrowa Górnicza |
| 2011 | Grembach Łódź                 | Hemako Sztutowo        | Tonio Team Sosnowiec          |
| 2012 | Grembach Łódź                 | Hemako Sztutowo        | ETA Zagłębie Dąbrowa Górnicza |
| 2013 | Hemako Sztutowo               | Sport Pub Rapid Lublin | Milenium Gliwice              |
| 2014 | FC Plac                       | Milenium Gliwice       | Tonio Team Sosnowiec          |
| 2015 | Sport Pub Rapid Lublin        | Tonio Team Sosnowiec   | Grembach Łódź                 |
| 2016 | Hemako Sztutowo               | Tonio Team Sosnowiec   | KP Łódź                       |
| 2017 | Tonio Team Sosnowiec          | KP Łódź                | Hemako Sztutowo               |
| 2018 | Silesia Milenium BSC          | KP Rapid Lublin        | Pro-Fart Głowno               |

### Klasyfikacja medalowa
| Lp. | Drużyna                       | Miejsca na podium | Miejsca na podium | Miejsca na podium |   |   |
| --- | ----------------------------- | ----------------- | ----------------- | ----------------- | - | - |
| Lp. | Drużyna                       | 1.                | Hemako Sztutowo   | 2                 | 3 | 1 |
| 2.  | Tonio Team Sosnowiec          | 2                 | 2                 | 3                 |   |   |
| 3.  | Grembach Łódź                 | 2                 | 0                 | 1                 |   |   |
| 4.  | Sport Pub Rapid Lublin        | 1                 | 2                 | 0                 |   |   |
| 5.  | ETA Zagłębie Dąbrowa Górnicza | 1                 | 0                 | 2                 |   |   |
| 6.  | FC Plac                       | 1                 | 0                 | 0                 |   |   |
| 6.  | Silesia Milenium BSC          | 1                 | 0                 | 0                 |   |   |
| 8.  | Milenium Gliwice              | 0                 | 1                 | 1                 |   |   |
| 8.  | KP Łódź                       | 0                 | 1                 | 1                 |   |   |
| 10. | Jesiony Tychy                 | 0                 | 1                 | 0                 |   |   |
| 11. | Pro-Fart Głowno               | 0                 | 0                 | 1                 |   |   |

## Boisko
Boisko do piłki nożnej plażowej Milenium Arena zostało wybudowane w 2009, a w 2015 zmodernizowane i przeniesione w inne miejsce. Na obiekcie znajduje się trybuna na 400 miejsc dla widzów. Boisko posiada sztuczne oświetlenie.

## AkademiaFreshman
Gliwicka drużyna jako jedyna w Polsce prowadzi własną akademię piłki nożnej plażowej. W sekcji Freshman trenuje ok. 60 dzieci w wieku 4-12 lat.

## Udział w rozgrywkach
| Sezon | Rozgrywki ligowe | Rozgrywki ligowe          | Rozgrywki ligowe | Puchar Polski    | Uwagi                                                                                           |
| Sezon | Liga             | Liga                      | Miejsce          | Puchar Polski    | Uwagi                                                                                           |
| ----- | ---------------- | ------------------------- | ---------------- | ---------------- | ----------------------------------------------------------------------------------------------- |
| 2011  | MP               | Mistrzostwa Polski        | faza grupowa     | nie przystępował |                                                                                                 |
| 2012  | II               | I liga                    | 5/11             | eliminacje       | Awans do turnieju barażowego. Awans do turnieju głównego Pucharu Polski.                        |
| 2012  | turniej barażowy | turniej barażowy          | faza grupowa     | faza grupowa     | Awans do turnieju barażowego. Awans do turnieju głównego Pucharu Polski.                        |
| 2013  | II               | I liga (grupa południowa) | 3-4/6            | nie przystępował |                                                                                                 |
| 2014  | II               | I liga (grupa południowa) | 4/6              | ćwierćfinał      |                                                                                                 |
| 2015  | II               | I liga (grupa południowa) | 6/9              | faza grupowa     |                                                                                                 |
| 2016  | II               | I liga (grupa południowa) | 7/9              | faza grupowa     |                                                                                                 |
| 2017  | II               | I liga (grupa południowa) | 1/4              | faza grupowa     | Awans do turnieju barażowego.                                                                   |
| 2017  | turniej barażowy | turniej barażowy          | półfinał         | faza grupowa     | Awans do turnieju barażowego.                                                                   |
| 2020  | MP               | nie awansował             | nie awansował    | 14. miejsce      | W związku z pandemią COVID-19 Puchar Polski był turniejem kwalifikacyjnym do Mistrzostw Polski. |
| 2021  | I                | Ekstraklasa               | TBA/10           | 5. miejsce       |                                                                                                 |
| 2021  | I                | turniej finałowy          | TBA              | 5. miejsce       |                                                                                                 |

## Osiągnięcia

### I liga
- I miejsce - 2017

### Młodzieżowe Mistrzostwa Polski
- I miejsce - 2014
- II miejsce - 2013, 2017
- III miejsce - 2011, 2016

Dodatkowo drużyna dwa razy zdobyła wicemistrzostwo w nieoficjalnych Mistrzostwach Polski Juniorów federacji Beach Soccer Polska.

### Mistrzostwa Polski Kobiet w piłce nożnej plażowej
- III miejsce - 2010

## Kadra

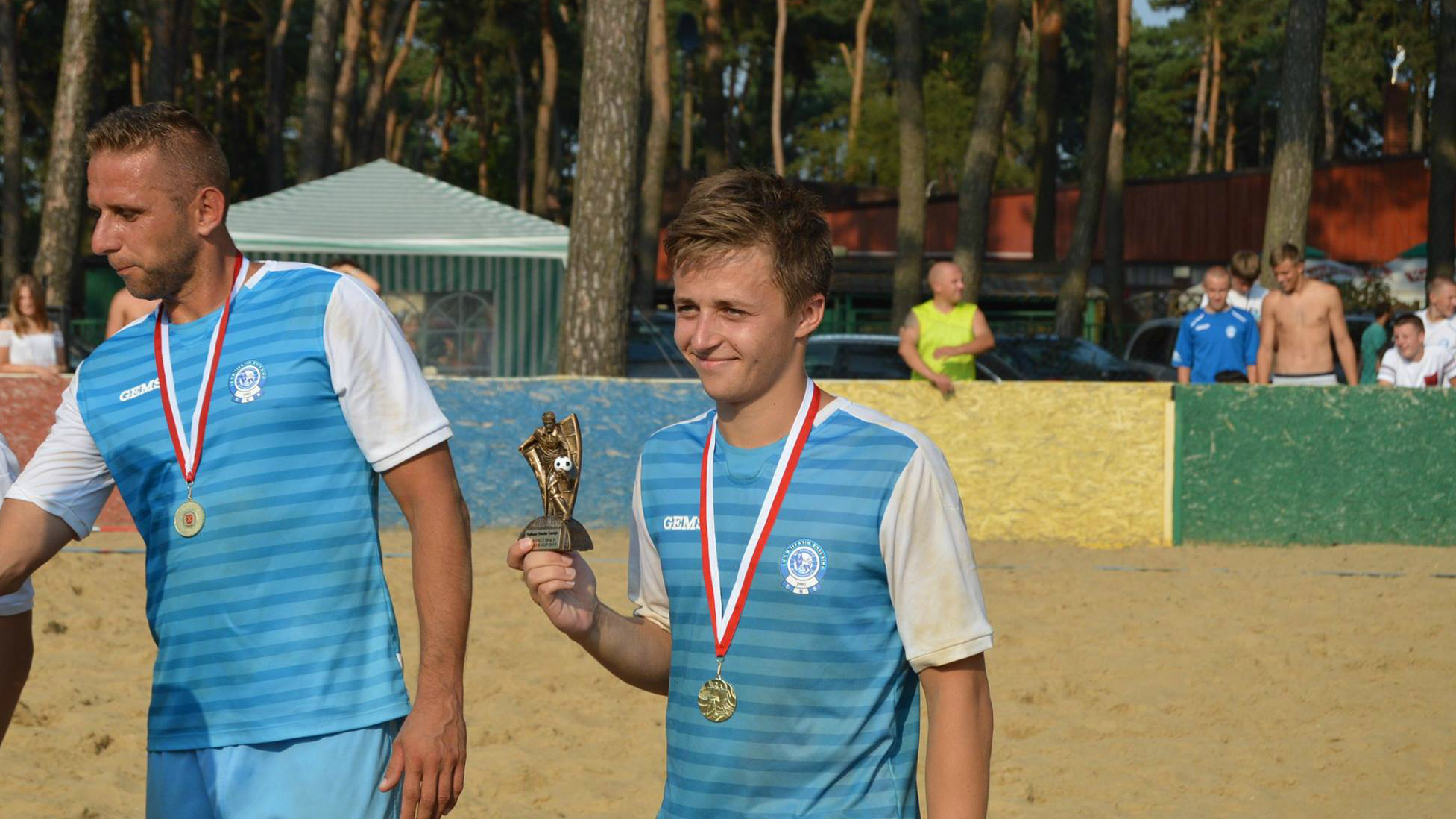
Zawodnik Milenium - Dawid Burzawa

Stan na sezon 2016:
| Nr | Poz. | Piłkarz                  |
| -- | ---- | ------------------------ |
| 1  | BR   | Marcin Łątkowski         |
| 2  |      | Oskar Brzozowiec         |
| 3  |      | Mateusz Wardziński       |
| 4  |      | Kamil Majkowski          |
| 6  |      | Mateusz Kiklaisz         |
| 7  |      | Kamil Kiklaisz           |
| 8  |      | Dawid Burzawa            |
| 9  |      | Jakub Karmański          |
| 10 |      | Dawid Matuszek (kapitan) |

| Nr | Poz. | Piłkarz             |
| -- | ---- | ------------------- |
| 11 |      | Wojciech Żur        |
| 12 | BR   | Patryk Nowak        |
| 13 |      | Arkadiusz Kłopeć    |
| 14 |      | Michał Żur          |
| 16 |      | Michał Dendzik      |
| 17 | BR   | Tomasz Kłopeć       |
| 19 |      | Maciej Kasztelewicz |
| 20 |      | Rafał Rzepka        |
| 21 |      | Patryk Halama       |